# Dia mundial del turisme

6 regions de l'Organització Mundial del Turisme

De 1980 ençà, l'Organització Mundial de Turisme de les Nacions Unides (OMT) ha celebrat el Dia mundial del turisme com a dia internacional el 27 de setembre. Aquesta data va ser triada aquell dia de l'any 1970, en ser adoptats els estatus de l'OMT. L'adopció d'aquests estatuts és considerada una fita en el turisme global. El propòsit d'aquest dia és conscienciar sobre la funció del turisme en la comunitat internacional i mostrar com afecta els valors socials, culturals, polítics i econòmics en tot el món. El lema del dia va ser "turisme sostenible" el 2017. El 2018 el lema va ser "turisme i la transformació Digital" i el 2019 "turisme i feines: un futur millor per a tothom".
En la dotzena sessió a Istanbul, Turquia, l'octubre del 1997, l'assemblea general de l'OMT va decidir designar un país amfitrió cada any per a actuar com el soci de l'organització en la celebració del Dia mundial del turisme. En la quinzena sessió a Pequín, Xina, l'octubre del 2003, l'assemblea va decidir el següent ordre geogràfic per a les celebracions del Dia mundial: 2006 a Europa; 2007 a Àsia del sud; 2008 a les Amèriques; 2009 a Àfrica i 2011 a l'Orient Mitjà.

El nigerià Ignatius Amaduwa Atigbi va ser qui va proposar la idea de celebrar el 27 de setembre de cada any com a Dia mundial del turisme. El 2009 va ser reconegut per aquesta contribució. El color del Dia mundial del turisme és el blau.